# Aloeides dentatis
Aloeides dentatis – gatunek motyla z rodziny modraszkowatych (Lycaenidae), występujący w Lesotho i RPA.

## Podgatunki
Wyróżniane są następujące podgatunki:
- Aloeides dentatis dentatis (Swierstra, 1909)
- Aloeides dentatis maseruna (Riley, 1938)